# Puente de Megyer
El puente de Megyer (Megyeri híd en húngaro), anteriormente conocido como puente de la M-0 Norte del Danubio, es un puente atirantado que cruza las orillas del río Danubio de oeste a este entre las partes occidental y oriental de Budapest. La M-0 es una sección circular que rodea la ciudad.

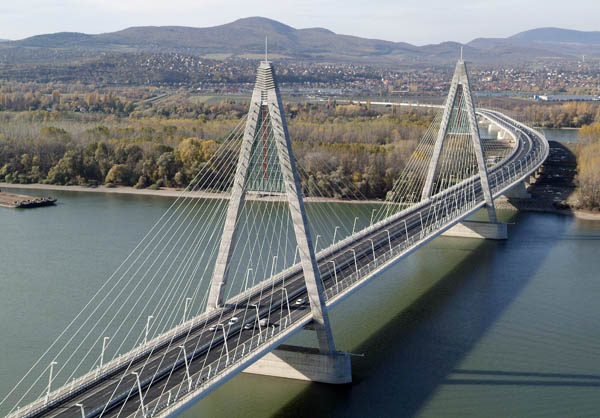
Vista aérea del puente cruzando una de las orillas del río Danubio.

La construcción del puente costó 63 billones de Ft (cerca de 300 millones de dólares) y fue inaugurado el 30 de septiembre de 2008. Sin embargo la autoridad nacional del transporte del país tan solo ha dado permisos temporales debido al desacuerdo con varios municipios por los que pasa tal infraestructura. 
Mientras el puente todavía estaba en obras, una encuesta por internet para ponerle nombre causó controversia y atrajo la atención de medios de comunicación cuando los cómicos Stephen Colbert y Jon Stewart salieron vencedores en las encuestas.
El 28 de septiembre de 2006 se decidió finalmente que el nombre del puente sería: puente de Megyer a pesar de que el nombre no aparecía en la segunda ronda de la encuesta. El Comité Geográfico de Hungría justificó su decisión al declarar que el puente conecta los barrios de la capital: Káposztásmegyer y Békásmegyer.

## Información técnica
La longitud total del puente es de 1.862 metros y su estructura se compone de cinco partes:
1. Muelle izquierdo en el área de inundación de 148 m
2. Puente atirantado principal sobre el afluente del Danubio 590 m con un arco de 300 m
3. Área de inundación sobre la isla Szentendre de 559 m
4. Arco desde Szentendre hasta el Danubio de 332 m
5. Muelle derecho en el área de inundación de 218